# 주석학
주석학(註釋學, Exegesis) 혹은 성서해석학(聖書解析學)이란 성경 본문에 대한 비평적 설명 및 해석을 연구하는 학문을 말한다. 신학적 해석학과 관련된 기독교 신학의 한 분파이기도 하다. 언어학이나 역사학적인 관점에서 성서 본문을 파악하려고 한다.

## 같이 보기
- 주석 (해석학)
- 해석학
- 신학적 해석학